# Кабестани
Кабестани (фр. Cabestany) насеље је и општина у јужној Француској у региону Лангдок-Русијон, у департману Источни Пиринеји која припада префектури Перпињан.
По подацима из 2011. године у општини је живело 9199 становника, а густина насељености је износила 882,82 становника/km². Општина се простире на површини од 10,42 km². Налази се на средњој надморској висини од 27 метара (максималној 53 m, а минималној 0 m).

## Демографија
| 1962. | 1968. | 1975. | 1982. | 1990. | 1999. | 2011. |
| ----- | ----- | ----- | ----- | ----- | ----- | ----- |
| 1.155 | 1.346 | 3.390 | 6.221 | 7.513 | 8.259 | 9.199 |

График промене броја становника у току последњих година